# 加爾達巴尼市鎮

加爾達巴尼市鎮，是格魯吉亞東南部下卡尔特利大区的市镇，行政中心为加爾達巴尼。市镇面積为1,304平方公里，2014年人口数量为81,876人，人口密度每平方公里63人。